# 由緒書
由緒書（ゆいしょがき）とは、物事の起源や由来、特に家や職能などの起源・由来などを書き記した文書のこと。

## 概要
皇室から庶民に至るまであらゆる階層で作成され、自己の家系や親族関係、家格などを記録した備忘録・典拠として用いられ、公家や武家などの上層階級では代々の履歴だけではなく、口宣案・補任状・官途状・軍忠状・宛行状などが集積されて「系譜」の形で編纂された。彼らの間では自分達の家職・家学・所領・序列・代々の忠勤などを主君や同僚に示すための根拠として重要視された。
江戸時代には主君が家臣からそれぞれの家の由緒を記した文書を集めて、君臣関係の根拠として保存することが広く行われていた。また、平家の落人や甲州武田浪人のように、没落して土着・帰農したかつての武士階層がその出自・由緒を明らかにするために作成・保存している。
寺院の本尊や神社の祭神、それぞれの寺社の宝物の伝来した経緯や霊験などの縁起を記した文書も由緒書の一種と考えられている。
庶民でも村役人・町役人、御用商人などが領主などから特権を付与された経緯を記した文書が作成された。町村単位でもその共同体の成立した経緯や領主からの特権を付与された経緯を記した文書が作成されている。
そして、特定の職人・商人集団や自己の職能やそれに基づく特権の由来を由緒書の形で伝来させて、長きにわたって外部に対して自己の主張の根拠としてきたが、これについて節を改める。

## 商人・職人における由緒書

### 歴史
平安時代には供御人として天皇に奉仕してその見返りとして特権を得ていた商人や職人は、その特権成立の由来・経緯などを記した文書をもって外部との訴訟などに備えてきた。
しかし、室町時代以降に天皇の力が弱体化すると共に、その由来が伝説化されると共に具体的な内容については不正確となり、不正確な内容の文書が作成されたり、中には偽文書が作成・挿入されたりすることもあり、それらが後からなし崩し的に獲得した権利の根拠として、そして全く新しい権利を主張するための根拠としても用いられた。偽文書に基づく由緒の根源は権威があってそれを否定することすら憚られる朝廷もしくは幕府のほぼどちらかに収斂されることが多く、前者は神武天皇・醍醐天皇・後白河天皇や惟喬親王のような著名な天皇・皇族、後者は源頼朝や徳川家康のような幕府創設者の名前が持ち出された。なお、前者の方が権威的には強く、宝永5年（1708年）に京都の傀儡子・小林新助が、穢多頭の弾左衛門によって興業を妨害された件で江戸町奉行に訴えた際に、弾左衛門は源頼朝の朱印状（「弾左衛門由緒書」）を提出して傀儡子やそこから派生する浄瑠璃や歌舞伎に対する支配の正統性を主張したものの、後水尾天皇の時代に傀儡子が受領名を与える宣旨を受けていることを理由に朱印状の当該部分の権威を否認されている。
各種の由緒書（偽文書を含む）を持つことで知られた集団として、木地師や鋳物師、またぎ、当道座などが知られ、江戸時代に入ると香具師や桂女、八瀬童子、そして各種の被差別部落などが自分達に対する差別から身を守るために由緒書を主張の根拠として用いた。前者の人々は中世以来の供御人・神人もしくは座の成員であると同時に長年にわたり賎視された人々であり、生業を維持・存続させる意味で由緒書はその内容が荒唐無稽であったとしても現実的な意味を持っていた。更に幕藩体制の成立以降、天正年間以前に各種の特権を有していた職人達も特殊な由緒を主張しなければ、従来の特権は否認される流れとなってきており、本来差別の対象となっていなかった人々も含めて多様な由緒書を発展させることになった。

### 被差別身分
被差別身分の代表的な由緒書としては穢多頭を世襲した弾左衛門が所持していた「弾左衛門由緒書」である。これは、治承4年（1180年）に源頼朝が座頭以下28座の長吏（穢多）支配を認めたとするもので、徳川家康が関東に移封された際にその支配的地位を認めて貰うために提出した偽文書であると考えられている。源頼朝は関東の古い支配者というだけでなく、徳川家康と同族とされていることから、家康との関係を構築するために頼朝の名前を出したとみられる。実際、これによって弾左衛門は穢多頭に任命され、江戸幕府の成立後にはその影響力は関東以外の地方にも及ぶようになった。前述の傀儡子以下の支配もこれに基づいている。
一方、畿内では河原巻物と呼ばれる違う系統の由来書が成立している。古い物は牛頭天王信仰や蘇民将来伝説を基調として、マガダ国の縁太羅王子が食人の罪を償うために皮革業に奉仕して後に日本に渡って垂仁天皇の即位に尽くし、その子孫が日本に残ったとされている。しかし、後代のものには原罪の話は消されて代わりに朱雀天皇や天鈿女命の子孫であるとする伝説が付け加えられていく。更に19世紀に西播・岡山方面に作成された「皮多由来書」には実は穢多も源氏の末裔であると主張され、全ての人民が元を辿れば神につながりただ職業の貴賎があるのみであるとして、それまでの穢多の存在を前提にしたものではなく、出生による身分差別そのものを否定する内容の由緒書も現れるようになった。

### またぎ
またぎは単独行動する者も多く、しかも文字と無縁に生活出来る環境にあったために伝承の文字化が遅れ、かつ成立時期も不明である。しかし、2人の猟師のうち、山の神を助けた者が栄えてまたぎの祖先になったこと、山の神への感謝として捧げる獲物の慰霊と解体作法について記されているという点では、北東北から南九州までほぼ共通した話を持っている。
文字化した狩猟伝承が登場するのは16世紀の九州中部（阿蘇山・九重山山麓一帯）が最初である。
またぎの由緒書が成立するのは、元禄・正徳の頃で、徳川綱吉の生類憐みの令によってまたぎなど狩猟を生業とする人々が差別化され始める画期と重なっている。東北と九州で2つの異なった系統が存在し、東北では日光権現信仰と融合し、藤原鎌足の子孫とも伊佐志大明神の子孫とも言われる万事万三郎がまたぎの祖先とされる。対して九州では、建久4年（1193年）に源頼朝が行った富士の巻狩りと結びつけられ、頼朝から狩猟者の特権として山野往来の自由など狩場における特権が与えられたとする（東北系統でも頼朝の話を持つ伝承がある）。更に徳川家光が鉄砲使用の許可を与えたとする伝承が付け加えられている伝承もある。

### 木地師
木地師の間では古くから皇位継承争いに敗れた惟喬親王が近江国小椋郷（現在の滋賀県東近江市）に落ち延びて轆轤を発明して周辺の山民に生業を授けたとする「木地師伝説」が伝えられてきた。また、小椋郷は元々親王の子である兼覧王に与えられた土地であったが、後になってその由緒を父の親王に遡らせた伝承が創作されたとする説もある。室町時代に木地師の座が編成されて多くの木地師が親王を祖として崇めていたが、以仁王や宗良親王・尹良親王父子など他の皇族や源平の武将を祖とする伝承も一部には存在していた。
小椋郷の跡である君ヶ畑の大皇大明神（現在の大皇器地祖神社）と蛭谷の筒井八幡宮（現在の筒井神社）が互いに木地師たちの本所を称し、前者は白川家、後者は吉田家の支援を受けた。後者の神主である大岩重綱（助左衛門）は氏子狩において優勢を保つために、朱雀天皇や正親町天皇の綸旨、織田信長の免状などの偽文書の作成を行ったという。

### 鋳物師
戦国時代、地下官人の真継家は蔵人所の小舎人であったが、真継久直が後奈良天皇の綸旨を入手して各地の鋳物師の結集を行おうとした。皇室の権威が利用できたとは言え、真継家は本来鋳物師とは直接関係のない家であり、真継家の権威を認めない鋳物師も大勢居た。そのため、真継久直は多くの偽文書を作成して由緒を構築し、更にその子孫も文政年間に「鍋宮御日記」という由緒書を偽作した。これは鋳物師の祖神である鍋宮大明神の由緒や天照大神に仕えた石凝姥命以来の天皇家とのつながりを強調したものであった。

### 桂女
桂女は元々は上桂・下桂・上鳥羽において鵜飼に従事した供御人が転じた物とされるが、大坂の陣の際に徳川家康に特産の紙帽子を戦勝祈願の陣帽子として献上したのを機に江戸幕府とも関係を持っていたが、生活に困窮して度々幕府から拝領金を得ようと嘆願したり、宮中や公家への出入りを図っている。享保年間に元から存在した家康との由緒に加えて神功皇后と結びつける由緒を創作し、更に天明年間以降、この由緒を発展させて婚礼における綿帽子や安産祈願の腹帯の伝承を加えることで新たな生業の獲得を図っている。